# J. Jonah Jameson
John Jonah Jameson (även känd som J. Jonah Jameson) är en seriefigur som förekommer i serierna om Spindelmannen. Jameson är ägare till tidningen The Daily Bugle, där Peter Parker (Spindelmannen) varit anställd. Jameson hatar alla maskerade hjältar, främst Spindelmannen, och försöker få folk att tro att denne är en skurk. Trots att Jameson till och med har lejt personer för att få bort Spindelmannen (Jameson skapade till exempel Scorpion för att likvidera Spindelmannen) har han flera gånger räddat Jameson och hans son John Jameson. Jameson framstår ofta som en grinig gammal gubbe, men innerst inne gillar han dem som arbetar för honom. Jonahs son John Jameson har varit astronaut (under ett uppdrag blev han räddad av Spindelmannen) men arbetar nu som säkerhetsansvarig vid Ravencroft institutet där man hyser psykiskt sjuka brottslingar som till exempel Carnage.
I TV-serien (då Scorpion skapas) nämns det att Jameson har haft en fru. En maffiaboss ville att Jameson skulle stoppa en artikel men han vägrade. En maskerad person riktade ett skott mot Jameson, men istället blev Julia, hans fru, träffad. Även om det inte nämns, är det troligt att hon avled. Detta är en orsak till att han avskyr maskerade personer.

## I andra medier
Figuren har spelats av följande röstskådespelare: Paul Kligman (1967 års TV-serie), William Woodson (Spider-Man and His Amazing Friends), Edward Asner (1994 års TV-serie), Keith Carradine (Spider-Man: The New Animated Series) och Daran Norris (The Spectacular Spider-Man).
I svenska dubbningar har bland annat Johan Wahlström gjort Jamesons röst i 1994 års TV-serie.
I spelfilmerna spelas han av J.K. Simmons som senare gör Jamesons röst i avsnittet Moe'N'a Lisa av animerade TV-serien Simpsons i en scen som är en parodi på filmen Spider-Man 3. Han medverkar också i avsnittet Homerazzi.